# 陳迪 (網球運動員)
陳迪（1983年10月3日—），台灣男子網球選手。

## 國內參賽成績
- 四維膠帶盃第三、四屆六年級組冠軍[1]

2002年
- Head盃全國第二次排名賽單打冠軍
- 錦標盃全國第三次排名賽單打冠軍
- 正新瑪吉斯盃全國第四次排名賽單打冠軍

2003年
- 全國運動會網球項目男子單打銀牌（不敵盧彥勳）、混合雙打銀牌（搭檔：陳宜）[2]

2004年
- 瑞台盃全國排名賽四強
- 全國大專運動會單打亞軍

2005年
- 全國運動會網球項目男子單打金牌、混合雙打金牌（搭檔：陳宜）[3]

2007年
- 全國運動會網球項目男子單打銀牌（不敵李欣翰）、混合雙打金牌（搭檔：陳宜）[4]

2009年
- 全國運動會網球項目混合雙打金牌（搭檔：陳宜）[5]

## 國家代表隊成績

### 亞洲運動會
2002年釜山
- 男子團體八強、男雙第二輪(搭檔：鄭為仁)

2006年杜哈
- 男子團體銅牌、男雙第二輪(搭檔：易楚寰)

2010年廣州
- 男子團體金牌、男單第三輪、男雙八強(搭檔：黃亮祺)

### 世界大學生運動會
2005年伊茲密爾
- 男子單打八強、混合雙打金牌(搭檔：莊佳容)[6]

2007年曼谷
- 男子單打銅牌[7]、混合雙打銅牌(搭檔：莊佳容)[8]

### 台維斯盃
- 2003-2013年中華代表隊選手、參賽次數18次
- 單打成績12勝14負、雙打成績1勝2負

## 職業賽成績統計

### 單打
| 單打賽事紀錄            |
| ATP 挑戰賽（0冠/1亞）   |
| ITF 未來賽（14冠/15亞） |
| ITF 衛星賽（3冠/2亞）   |

 單打決賽 
| 結果 | 年份           | 賽事         | 場地     | 決賽對手                               | 比分               |
| 冠軍 | 2003年7月27日  | 天津(第一周) | 室外硬地 | 康邦寇 （页面存档备份，存于）          | 6－3、6－1         |
| 亞軍 | 2003年8月3日   | 北京(第二周) | 室外硬地 | 于欣源                                 | 3－6、1－6         |
| 冠軍 | 2003年8月17日  | 北京(名人賽) | 室外硬地 | 王鈺                                   | 7－64、1－6、7－61 |
| 亞軍 | 2003年9月7日   | 雅加達       | 室外硬地 | 王宇佐                                 | 6－74、4－6        |
| 亞軍 | 2004年9月5日   | 柏市         | 室外硬地 | 岩淵 聰                                | 4－6、2－6         |
| 亞軍 | 2004年10月31日 | 巴吞鲁日     | 室外硬地 | Justin Bower                           | 7－66、4－6、4－6  |
| 冠軍 | 2004年12月12日 | 萬隆(第三周) | 室外硬地 | Guillaume Legat （页面存档备份，存于） | 7－61、6－2        |
| 亞軍 | 2004年12月19日 | 萬隆(名人賽) | 室外硬地 | Guillaume Legat                        | 2－6、1－6         |
| 冠軍 | 2005年2月20日  | 臥龍崗市     | 室外硬地 | Todd Reid                              | 6－3、6－0         |
| 冠軍 | 2005年7月31日  | 北京         | 室外硬地 | 權伍喜 （页面存档备份，存于）          | 3－6、6－1、6－1   |
| 亞軍 | 2006年7月22日  | 奔薩         | 室外硬地 | Farrukh Dustov                         | 7－5、2－6、4－6   |
| 亞軍 | 2006年8月13日  | 曼谷         | 室外硬地 | 鐘熙錫                                 | 4－6、0－6         |
| 亞軍 | 2007年2月25日  | 雪梨         | 室外硬地 | 蒂莫·涅米宁                            | 5－7、4－6         |
| 亞軍 | 2007年4月1日   | 西東京市     | 室外硬地 | Kyu-Tae Im                             | 6－75、6－72       |
| 亞軍 | 2008年3月23日  | 西多摩郡     | 室外硬地 | 伊藤 竜馬                              | 2－6、4－6         |
| 冠軍 | 2008年9月6日   | 坤敬         | 室外硬地 | 岩見 亮 （页面存档备份，存于）         | 6－1、6－0         |
| 冠軍 | 2008年9月13日  | 曼谷         | 室外硬地 | Nathan Thompson （页面存档备份，存于） | 6－2、6－4         |
| 冠軍 | 2009年7月5日   | 吉隆坡       | 室外硬地 | Luigi D'Agord （页面存档备份，存于）   | 7－5、6－4         |
| 冠軍 | 2009年7月19日  | 慶山         | 室外硬地 | 楊宗樺                                 | 6－2、6－2         |
| 亞軍 | 2010年10月17日 | 柏市         | 室外硬地 | 達賴·午東措克                          | 4－6、2－6         |
| 亞軍 | 2011年4月2日   | 坤敬         | 室外硬地 | 達賴·午東措克                          | 0－6、2－6         |
| 冠軍 | 2011年4月17日  | 成都         | 室外硬地 | 林永奎 （页面存档备份，存于）          | 3－6、6－1、6－4   |
| 冠軍 | 2011年5月15日  | 南京         | 室內硬地 | 王楚涵 （页面存档备份，存于）          | 6－2、1－0(退賽)   |
| 亞軍 | 2011年11月20日 | 台南市       | 室外紅土 | Victor Baluda （页面存档备份，存于）   | 7－66、3－6、5－7  |
| 冠軍 | 2012年4月22日  | 胡志明市     | 室外硬地 | Kevin Botti （页面存档备份，存于）     | 7－5、6－2         |
| 亞軍 | 2012年5月27日  | 福州         | 室外硬地 | 吳迪                                   | 1－6、2－6         |
| 亞軍 | 2012年6月16日  | 班加羅爾     | 室外硬地 | 维什努·瓦尔登                          | 2－6、6－4、1－6   |
| 亞軍 | 2012年7月7日   | 雅加達       | 室外硬地 | 杉田 祐一                              | 2－6、5－7         |
| 亞軍 | 2012年7月21日  | 阿斯塔納     | 室外硬地 | Dzmitry Zhyrmont                       | 1－6、4－6         |
| 亞軍 | 2012年9月30日  | 米希里夫     | 室外硬地 | Mohammed Ghareeb                       | 7－5、6－76、2－6  |
| 冠軍 | 2012年10月6日  | 米希里夫     | 室外硬地 | Abdullah Maqdas                        | 6－3、6－1         |
| 冠軍 | 2013年3月16日  | 內坦亞       | 室外硬地 | Maximilian Neuchrist                   | 6－4、6－3         |
| 冠軍 | 2013年7月6日   | 巴基奧       | 室外硬地 | Carlos Boluda-Purkiss                  | 6－3、6－3         |
| 冠軍 | 2013年12月14日 | 金邊         | 室外硬地 | 松井 俊英                              | 6－3、6－4         |

### 雙打
| 雙打賽事紀錄                 |
| ATP 挑戰賽（3冠/3亞）        |
| ITF 未來／衛星賽（14冠/7亞） |
| ITF 未來／衛星賽（0冠/1亞）  |

 雙打決賽 
| 結果 | 年份           | 賽事         | 場地     | 搭檔                                        | 決賽對手                                                                         | 比分                 |
| 亞軍 | 2003年8月17日  | 北京(名人賽) | 室外硬地 | 近藤 大生                                   | Kamala Kannan （页面存档备份，存于） Manoj Mahadevan （页面存档备份，存于）      | 3－6、4－6           |
| 冠軍 | 2004年10月24日 | 阿靈頓       | 室外硬地 | 添田 豪                                     | 斯科特·利普斯基 托德·威登                                                        | 7－5、6－2           |
| 亞軍 | 2004年11月14日 | 江門         | 室外硬地 | Shuon Madden                                | 弗拉維奧·奇波拉 Alessandro Motti                                                 | 6－71、1－6          |
| 亞軍 | 2005年6月25日  | 蘭薩羅特     | 室外硬地 | 王宇佐                                      | Komlavi Loglo Rafael Moreno-Negrin （页面存档备份，存于）                        | 5－7、7－68、4－6    |
| 亞軍 | 2007年5月18日  | 納曼干       | 室外硬地 | 王宇佐                                      | 盧卡斯·拉索爾 马丁·斯拉纳                                                        | 2－6、6－3、1－6     |
| 冠軍 | 2007年10月14日 | 北京         | 室外硬地 | 金久義                                      | 于欣源 曾少眩                                                                    | 7－5、3－6、[10－7]  |
| 冠軍 | 2007年11月25日 | 卡隆卓       | 室外硬地 | 田雄善 （页面存档备份，存于）               | Ivan Cerović （页面存档备份，存于） Vjekoslav Skenderović （页面存档备份，存于） | 6－2、6－3           |
| 冠軍 | 2008年5月18日  | 納曼干       | 室外硬地 | Sebastian Rieschick                         | Vladyslav Klymenko （页面存档备份，存于）                                        | 7－5、5－7、[10－5]  |
| 亞軍 | 2008年7月6日   | 溫內特卡     | 室外硬地 | 鲁宾·斯泰瑟姆                               | 托德·威登 麥可·亞尼                                                              | 2－6、2－6           |
| 亞軍 | 2008年9月5日   | 坤敬         | 室外硬地 | Mikal Statham （页面存档备份，存于）        | 高萬 （页面存档备份，存于） 于欣源                                               | 5－7、7－68、[7－10] |
| 亞軍 | 2008年11月30日 | 豐田         | 室內硬地 | Grzegorz Panfil                             | 弗雷德里克·尼爾森 阿薩姆-烏爾-哈克·奎雷西                                        | 5－7、3－6           |
| 亞軍 | 2009年3月1日   | 墨爾本       | 室外硬地 | 達賴·午東措克                               | Sanchai Ratiwatana 颂差·拉迪瓦达那                                               | 6－75、7－5、[7－10] |
| 亞軍 | 2009年6月27日  | 八打靈再也   | 室外硬地 | 金久義                                      | Arnau Brugués-Davi （页面存档备份，存于） Luigi D'agord （页面存档备份，存于）   | 2－6、3－6           |
| 冠軍 | 2009年7月18日  | 慶山         | 室外硬地 | 楊宗樺                                      | 岩淵 聰 本村 剛一                                                                | 7－64、6－4          |
| 亞軍 | 2009年7月26日  | 慶山         | 室外硬地 | 岩淵 聰                                     | 李欣翰 楊宗樺                                                                    | 6－74、7－5、[8－10] |
| 冠軍 | 2010年3月7日   | 麥卡倫       | 室外硬地 | Nikoloz Basilashvili （页面存档备份，存于） | Jared Easton （页面存档备份，存于） Matheson Klein （页面存档备份，存于）        | 7－5、4－6、[10－4]  |
| 亞軍 | 2011年4月15日  | 成都         | 室外硬地 | 徐俊超 （页面存档备份，存于）               | 公茂鑫 李喆                                                                      | 0－6、3－6           |
| 冠軍 | 2011年5月29日  | 昌原         | 室外硬地 | 近藤 大生                                   | 林圭泰 Yong-Kyu LIM （页面存档备份，存于）                                       | 6－4、6－2           |
| 冠軍 | 2012年5月11日  | 拉馬特沙龍   | 室外硬地 | 馬庫斯·丹尼爾                               | Noam Behr 諾姆·奧肯                                                              | 7－61（對手退賽）    |
| 冠軍 | 2012年5月18日  | 拉馬特沙龍   | 室外硬地 | 馬庫斯·丹尼爾                               | Aviv Ben Shabat Noam Behr                                                        | 6－0、6－2           |
| 冠軍 | 2013年2月17日  | 安塔利亞     | 室外硬地 | 近藤 大生                                   | 常雨 李喆                                                                        | 6－0、6－2           |
| 冠軍 | 2013年3月2日   | 安塔利亞     | 室外硬地 | 高萬                                        | Michal Konečný Michal Pažický                                                    | 7－63、6－3          |
| 冠軍 | 2013年3月15日  | 內坦亞       | 室外硬地 | Maximilian Neuchrist                        | Jérôme Inzerillo Alexis Musialek                                                 | 7－5、6－3           |
| 冠軍 | 2013年4月19日  | 納曼干       | 室外硬地 | 马雷克·塞姆揚                               | 谢尔盖·贝托夫 Dzmitry Zhyrmont                                                   | 6－2、7－63          |
| 冠軍 | 2013年5月10日  | 卡爾希       | 室外硬地 | Guillermo Olaso                             | 喬丹·克爾 康斯坦丁·克拉夫丘克                                                    | 7－65、7－5          |
| 冠軍 | 2013年8月25日  | 台北         | 室外硬地 | 黃亮祺                                      | 井藤 祐一 近藤 大生                                                              | 6－1、6－1           |
| 冠軍 | 2013年8月31日  | 曼谷         | 室外硬地 | 黃亮祺                                      | Jeong Suk Young Nam Ji Sung                                                      | 6–3、6–2             |
| 冠軍 | 2013年12月28日 | 伊斯坦堡     | 室內硬地 | 斯坦尼斯拉夫·沃夫克                         | 图纳·阿尔图纳 Baris Erguden                                                      | 6－3、6－1           |

## 外部連結
- 陳迪（英文/西班牙文）的官方資料
- 陳迪的國際網球總會 職業／青少年 官方資料（英文）
- 陳迪的官方資料（英文）
- 官方部落格（痞客邦）
- 官方粉絲專頁
- 官方部落格（無名小站）
- 新聞部落格（蓬勃運動）
- 陳迪網球路 從啜泣的男孩講起 （页面存档备份，存于）
- 中廣新聞網 陳楷專文 （页面存档备份，存于）